# Bank pool
Bank pool – jedna z amerykańskich odmian bilardu, w której bile muszą być wbijane wyłącznie przez bandę. Jest szczególnie trudna dla graczy początkujących, gdyż bile wbite przypadkowo nie są uznawane i wracają na stół. Gra przeznaczona jest dla dwójki graczy.

## Używane bile
Standardowy zestaw dziewięciu, opcjonalnie piętnastu, bil kolorowych ponumerowanych kolejno od 1 do 9 (lub 1 do 15) oraz bila biała.

## Cel gry
Wygrywa ten gracz, który wbije prawidłowo pięć (lub osiem) bil.

## Przebieg gry

### Ustawienie początkowe
Gra rozpoczyna się od ustawienia bil w rombie, podobnie jak w dziewiątce (lub w trójkącie, jak w ósemce, w przypadku 15 bil), lecz bez konieczności zachowania specjalnej kolejności ustawienia bil.

### Rozbicie
Rozbicie następuje z dowolnej pozycji z pola bazy. Podczas rozbicia przynajmniej 4 bile muszą dotknąć bandy. Bile wbite przez gracza przy rozbiciu nie zaliczają się do jego wyniku, pozwalają jednak kontynuować grę, po czym wracają na stół po zakończeniu tury. W przypadku błędnego rozbicia przeciwnik decyduje, czy kontynuuje grę przy zastanej pozycji bil, czy chce rozbijać ponownie.

### Dalszy przebieg gry
Gracz w każdym swym ruchu deklaruje bilę i łuzę. Aby bila została prawidłowo wbita, biała bila musi najpierw (bez kontaktu z bandami) dotknąć deklarowanej bili, a ta musi odbić się od przynajmniej jednej bandy i wpaść bez kontaktu z innymi bilami do deklarowanej łuzy. Wszelkie bile wbite w inny sposób (także gdy deklarowana bila została prawidłowo wbita) wracają na stół po turze gracza i zostają ustawione w punkcie głównym stołu (lub jak najbliżej niego). Gracz kończy turę, gdy popełni faul lub nie wbije prawidłowo deklarowanej bili.

### Faule
Faul następuje gdy:
- biała bila opuści stół (następny gracz rozpoczyna grę z pola bazy z białą bilą "w ręce"),
- deklarowana bila nie zostanie uderzona jako pierwsza,
- deklarowana bila nie dotknie przynajmniej jednej bandy po uderzeniu przez białą bilę.

W przypadku faulu w punkcie głównym stołu umieszczana jest jedna dodatkowa bila. Jeżeli jest zbyt mało wbitych bil, dodatkowa bila zostaje dodana później, po zakończeniu tury, w której została wbita. Na stół wracają także wszystkie bile wbite podczas błędnego uderzenia.